# 布加列拉
布加列拉，是西班牙加利西亚自治区拉科鲁尼亚省的一个市镇。总面积92km², 总人口6906人（2001年），人口密度75人/km²。